# Nicolas Stérin
Nicolas Stérin alias Sternic, est un illustrateur, un dessinateur et un scénariste de bande dessinée français né le 24 mai 1968 à Saint-Quentin (Aisne).

## Biographie
Nicolas Stérin passe son enfance à Herbecourt et obtient un bac D en 1988. Puis il étudie la comptabilité pendant deux ans à l'université. Il interrompt ce cursus pour faire son service militaire en Allemagne. À son retour, il part trois ans à Liège en Belgique pour intégrer les Écoles supérieures des arts Saint-Luc et y apprendre à dessiner. En 1994, il s'installe à Dieppe en Seine-Maritime et se met à peindre et à exposer ses œuvres avant de se consacrer à la BD. À partir de 2000, il participe, en tant que coloriste, à la série Zoé et Célestin, avec Florent Heitz (dessin) et Jérôme Félix (scénario) et en 2001, parait l'album Les bédéphiles sont parmi nous ! - Queue… je t'aime ! en format à l'italienne (ou format paysage). Puis à partir de 2003, c'est le début des aventures de Polète dans la série Tranches de ville dont l'action se situe à Dieppe.  
Nicolas Stérin signe parfois sous le pseudo Sternic,des parodies de Tintin (Zinzin et pignouf) ainsi que des strips et gags dans Fluide Glacial,. En 2010, avec le scénariste Frédéric Chabaud, il est à l'origine de la création du pastiche intitulé l'affaire Copyright (ouvrage collectif), un album parodique également consacré à Tintin. À partir de 2008, sous le pseudonyme de Sternic, il participe à la série Comment Hergé a créé... (série de pastiches) sous la direction de Jean-Loup De la Batelière (éditions Bédéstory) en réalisant les couvertures des albums. 
Depuis 2010, il cosigne, avec Philippe Malausséna et Gilbert Macé, les aventures de Scoupe et Tourbillon dans Le Petit Quotidien. Il crée également des dessins de presse pour l'hebdomadaire Les Informations Dieppoises. Attaché à Dieppe, sa ville d'adoption, il publie également en 2019 un livre illustré pour enfants intitulé Un après-midi à la plage… de Dieppe.  
En janvier 2015, Nicolas Stérin participe à un projet collectif, un numéro spécial du Journal de Spirou, en hommage à Charlie.

## Financement
Nicolas Stérin utilise parfois le site Ululeet la distribution par téléchargement pour financer certains de ses albums.

## Œuvres

### Albums de bande dessinée
Dessinateur-scénariste
- Tranches de ville, ANBD (format à l'italienne) :

1. Tranches de ville… à la dieppoise, 2003  (ISBN 2-9516109-5-5).
2. La vie mordante de Kiki et Polète, 2004  (ISBN 2-9516109-7-1).
3. Un poupon pour Polète, 2005  (ISBN 2-9516109-3-9).
4. La jeunesse de Polète, 2006  (ISBN 2-916494-00-6).
5. Qui veut la peau de Polète ?, 2007  (ISBN 2-916494-03-0).
6. Polète et les extra-terrestres, 2008  (ISBN 2-916494-06-5).
7. Polète à la pêche aux boulots, 2009  (ISBN 2-916494-08-1).
8. Polète sauve la planète, 2010  (ISBN 2-916494-12-X).
9. Polète : Tsumami à Dieppe, 2011  (ISBN 2-916494-13-8).
10. Vacances à Criel sur Mer, 2011  (ISBN 2-916494-15-4).
11. Retour au Pollet 2013
12. Bienvenue à Dieppe 2015
13. Bienvenue à Dieppe...Encore 2016
14. Bienvenue à Dieppe... Toujours 2018
15. Polete, reine de Dieppe 2020
16. Polète contre Arsouille Rupin 2022
17. Polète pète le feu 2024

- Peut-on rire de tout ?, ANBD, coll. « Fluide à Gratter », 2006  (ISBN 2-9528-1510-0).
- Polete au Kongo, Auto-édition (Wild west story), 2009[14].
- Bienvenue chez les Normands, De Borée, 2011 (ISBN 978-2-8129-0392-2)[15]
- Les Aventures de Scoupe et Tourbillon : Best of (avec Philippe Malausséna et Gilbert Macé), Le Petit Quotidien, 2012  (ISBN 978-2-8096-4909-3) (format à l'italienne)[16].
- Zinzin et Pignouf : L'Ombre jaune de la marque du Z, Fluide à gratter, 2013  (ISBN 978-2-9528151-1-6).

Autres responsabilités
- Colorisation de Florent Heitz (dessin) et Jérôme Félix (scénario), Zoé et Célestin, ANBD :

1. Le fleuve mauve, 2000  (ISBN 2-9516109-0-4).
2. Mystère sous la falaise, 2002  (ISBN 2-9516109-4-7).

- Restauration, mise en page et colorisation de Jean Sidobre, Yum Yum, Artège :

1. Yum Yum, Un mariage mouvementé, 2012  (ISBN 978-2-360-40090-4) [17].
2. Yum Yum, belles et rebelles, 2012  (ISBN 978-2-360-40113-0)[18].

### Livres pour enfants
- Un après-midi à la plage… de Dieppe, éditions ANBD, 2019[11].

### Illustration
- Gordon Zola et Nicolas Sterin, Etat critique : Le petit Nemmour & Zaulleau, Paris, Les Editions du Léopard démasqué, 1er juin 2009, 129 p. (ISBN 978-2-35831-038-3)
- Comment Hergé a créé... (réalisation des couvertures et lettrage), série de pastiches de Jean-Loup De la Batelière avec les dessins d'Hergé, à partir de 2008, éditions Bédéstory (sous le pseudonyme de Sternic)[10]